# Noronha (football)
Alfredo Eduardo Ribeiro Mena Barreto de Freitas Noronha, dit Noronha (né le 25 septembre 1918 à Porto Alegre au Brésil et mort le 27 juillet 2003 à São Paulo), était un joueur de football brésilien.